# Зона 6 (район Милана)
Зона 6 — одна из девяти зон (городских районов) Милана.

## Внутреннее деление
Зона включает в себя следующие кварталы: Arzaga, Barona, Boffalora, Cascina Bianca, Conchetta, Creta, Foppette, Giambellino-Lorenteggio, Lodovico il Moro, Moncucco, Porta Genova, Porta Ticinese, Ronchetto sul Naviglio, San Cristoforo, Sant’Ambrogio, Teramo, Villa Magentino и Villaggio dei Fiori.

## Достопримечательности

### Церкви
- Сан Кристофоро
- Santa Maria delle Grazie al Naviglio
- San Silvestro
- Santa Bernadetta
- Santa Maria Ausiliatrice
- San Cipriano
- San Giovanni Bono
- Santi Nazaro e Celso, и другие.

### Парки
- Парк Дон Джуссани[итал.]
- Парк деи Фонтанили
- Парк Ла Специя[итал.]
- Парк Терамо Барона[итал.]
- Парк Берна-Чикламини
- Парк Стендаля
- Парк Кашина Бьянка

## Транспорт
Станции Миланского метро:
- Линия M1:Bisceglie, Inganni и Primaticcio.
- Линия M2:Famagosta, Porta Genova и Romolo.

Железнодорожные станции:
- Porta Genova, Romolo и San Cristoforo.